# Tržan-grad (Modruš)
Tržan-grad, srednjovjekovna tvrđava na strmom brijegu ponad utvrđenog grada Modruša na istočnim obroncima Velike Kapele, nekad (od 11. stoljeća) upravno sjedište prostrane Modruške županije, a danas ruševina u južnom dijelu Karlovačke županije. Uspon i vrhunac dosegao je u 14. i 15. stoljeću, kada su u njemu stolovali članovi moćne hrvatske kneževske obitelji Frankopan, i kada je bio biskupsko sjedište.

## Strateški položaj
Nalazeći se na važnom prometnom pravcu između mora i plodnih panonskih ravnica, kojim je još u antičko doba prolazila starorimska cesta povezujući gradove Seniju (današnji Senj) i Sisciju (današnji Sisak), a kasnije je na istoj trasi izgrađena Jozefinska cesta, utvrda je na tom mjestu najvjerojatnije postojala već za vrijeme rata između knezova Borne (Primorska Hrvatska) i Ljudevita Posavskog (Panonska Hrvatska) početkom 9. stoljeća, kako to navodi Vjekoslav Klaić. 
Strmi hrbat izduženog čunjastog brijega, na nadmorskoj visini od 670 metara (i 90 metara iznad svog podnožja), s kojeg se pruža pogled daleko na sjever i sjeveroistok, prema Josipdolu i Tounju, idealno je mjesto na kojem je izgrađen čvrsti kameni kastrum, a u njegovu podnožju razvilo se srednjovjekovno naselje s nekoliko tisuća stanovnika. Dominantan strateški položaj učinio je da Tržan-grad nikada nitko nije osvojio, premda su Turci od pada Bosanskog Kraljevstva 1463. godine sustavno prijetili, a 1493., neposredno prije Krbavske bitke, temeljito opljačkali i spalili grad Modruš ispod kastruma, čije zidine nisu bile dovoljno čvrste da ih zaustave. 

## Građevno remek-djelo
Građeni od tesana kamena na način „riblje kosti“, bedemi i kule Tržan-grada predstavljaju izvanredni građevni objekt za ondašnje razdoblje, svjedočeći o vrlo kvalitetnom zidarskom poslu. Postoje naznake da su u izgradnji sudjelovali i strani graditeljski majstori, najvjerojatnije s područja Mletačke Republike.
Tlocrt cijelog fortifikacijskog kompleksa, napravljen na temelju ruševnih kamenih ostataka, uskog je i izduženog oblika, prateći konfiguraciju tla, i to u smjeru sjever-jug. Kompleks se sastojao od središnjeg dijela s branič-kulom i palačom za boravak kneževske obitelji i pratećeg dvorskog osoblja, zatim sjevernog dijela s gospodarskim objektima, spremištima, radionicama, cisternom i kvadratnom kulom, te južnog dijela koji je uglavnom služio za trgovačke potrebe (mitnica, smještaj trgovaca i putnika, i slično). Na bedeme tvrđave nadovezivale su se oko 1200 metara duge obrambene zidine koje su okruživale grad Modruš u podnožju brijega.
Arheološkim istraživanjima ustanovljeno je da je na mjestu velebnog zdanja Tržan-grada iz vremena njegova vrhunca (14. i 15. stoljeće) ranije postojala manja tvrđava koja je kasnije nadograđivana i proširivana.

## Središte frankopanske moći
Hrvatska velikaška obitelj knezova Krčkih (budućih Frankopana) dobila je cijeli modruški posjed 1193. godine, kada ga je hrvatsko-ugarski kralj Bela II. (III.) dao kao leno u nasljedstvo Bartolu II. Krčkom za njegove zasluge u ratovima koje je vodio. Bartolovi nasljednici, među kojima Stjepan II. Krčki, njegov mlađi brat Ivan V. Krčki, hrvatski ban, te Ivanov sin jedinac Nikola IV. Frankopan, također hrvatski ban, stolovali su od tada u modruškoj tvrđavi i držali svoj posjed koji im je postao glavno uporište i sjedište u kontinentalnom dijelu Hrvatske. Dogradili su, učvrstili i proširili tvrđavu, koja je u početku, kao i naselje u podnožju, nosila ime Modruš, a tek kasnije, kada dolazi do intenzivnijeg razvoja trgovine i tranzita, ona se počinje nazivati Tržan ili Tržan-grad.
Prvi spomen imena Tržan-grad nalazimo godine 1437. u jednoj ispravi tadašnjeg hrvatskog bana Matka Talovca, a to se ime kasnije upotrebljavalo i u drugim dokumentima. Osim toga, utvrda se prema tradiciji nazivala još i Širingrad i Trojangrad. Danas lokalno stanovništvo ruševine nekad slavnog i važnog objekta zove jednostavno gradina.
Prigodom podjele frankopanskih imanja između osam sinova Nikole IV. Frankopana godine 1449., koja se dogodila upravo ovdje, Tržan-grad i cijeli modruški posjed pripao je Stjepanu III., nakon smrti (1436.) najstarijeg Nikolinog sina Ivana VI. Frankopana Cetinskog najutjecajnijem među braćom. U diobenoj ispravi pisalo je da “Stjepan dobiva trgovište Modruš s kastrumom Tržan“. To je bilo razdoblje stalnog uspona, poznato pod nazivom „zlatno doba Modruša“, koje svoj vrhunac dosiže godine 1460., kada to frankopansko sijelo postaje sjedište biskupa.
Stjepanov sin jedinac Bernardin Frankopan nastavlja nakon smrti oca 1481. godine uspješno upravljanje naslijeđenim posjedima, ali turska ekspanzija i pustošenja hrvatske zemlje dovode do postupnog tamnjenja sjaja grada i utvrde. Premda je Tržan-grad odolio turskim napadima 1493. godine, a tada opljačkani, opustošeni i spaljeni Modruš velikim naporima Bernardina Frankopana kasnije uglavnom obnovljen, zbog stalne osmanlijske prijetnje stanovništvo je počelo polako napuštati to područje.

## Postupno propadanje
Bernardin Frankopan živio je u Tržan-gradu najvjerojatnije sve do svoje smrti 1529. (ili 1530.) godine. Poslije toga, jedini njegov muški potomak, maloljetni unuk Stjepan IV. Frankopan Ozaljski (jer su svi Bernardinovi sinovi umrli prije svog oca), nastanio se u Ozlju. Velebna utvrda Tržan bila je neodržavana i polako počinje propadati. Nakon 1553. godine preuzima ju krajiška vojska, te ulazi u sastav hrvatske Vojne krajine. U njoj se sljedećih desetljeća stalno nalazi manja vojna posada.
Iz izvještaja i crteža vojnih inženjera koji su obilazili utvrdu u 17. i 18. stoljeću može se vidjeti njeno postupno urušavanje. Tako su u njoj kraće vrijeme boravili Pieroni 1639. godine, Stier 1660., Matthias Anton Weiss 1729. i Riceputi 1742. Pieroni je već 1639. zabilježio da, na primjer, na kvadratnoj kuli nedostaje krov, te da vojnici mogu stanovati samo u kaštelu, i to iznad ulaza.
Bilo je pokušaja da se oštećeni objekti obnove, pa su čak i odobrena financijska sredstva, ali nema podataka koliko je stvarno uloženo u popravak zdanja. Nakon 1720. godine utvrda je potpuno zapuštena, ali vojna posada boravi u njoj još do 1791, kada zapravo potpuno prestaje opasnost od turske agresije. Od tada pa do danas Tržan-grad je prepušten zubu vremena, i sve što je ostalo od njega su ruševni ostaci zidina i kula, koji strše u zrak.

## Galerija
- Pogled na ruševine s jugoistočne strane
- Ostaci Tržan-grada vidljivi sa sjeveroistoka
- Panoramski pogled na ruševine i Crkvu presvetog trojstva u podnožju
- Dio današnjeg sela Modruš i ostaci Tržan-grada u pozadini vidljivi s južne strane
- Župna crkva Presvetog trojstva u podnožju utvrde

## Vanjske poveznice
- Tržan među srednjovjekovnim utvrdama Hrvatske i Slavonije, autora prof. Gjure Szaboa
- Prvi spomen imena Tržan
- Povijest Modruša i Tržan-grada  Arhivirana inačica izvorne stranice od 16. prosinca 2008. (Wayback Machine)
- Izgled i položaj Tržan-grada  Arhivirana inačica izvorne stranice od 3. srpnja 2013. (Wayback Machine)
- Povijest Tržan-grada vezana je uz povijest Ogulina  Arhivirana inačica izvorne stranice od 27. kolovoza 2011. (Wayback Machine)
- Fotografija dijela ruševina utvrde[neaktivna poveznica]
- Župna crkva presvetog trojstva podno Tržan-grada  Arhivirana inačica izvorne stranice od 13. kolovoza 2011. (Wayback Machine)
- Modruš, grad Tržan Hrvatska tehnička enciklopedija, portal hrvatske tehničke baštine. LZMK